# Rio Vizela
Rio Vizela
O rio Vizela é um rio português que nasce na Alto de Morgaír, na antiga freguesia de Gontim , concelho de Fafe, e é afluente do rio Ave.
No seu percurso, na direção nordeste-sudoeste, banha sucessivamente os concelhos de Fafe, Felgueiras, Guimarães, Vizela e Santo Tirso. 
É neste rio que se encontra a barragem de Queimadela. A foz do Vizela, com margens entre as freguesias de Vila das Aves e Rebordões, converge na margem esquerda do rio Ave no concelho de Santo Tirso.
Como nota importante na geografia deste rio, refira-se a curiosidade natural que se encontra logo a seguir à barragem de Queimadela: é ali que se encontram as Olas (ô) - lugar localizado na freguesia de Travassós - Fafe. Por capricho da natureza, ali e no percurso de mais de cem metros, o rio desaparece debaixo de penedos enormes, para surgir logo adiante, rugindo de forma ameaçadora.
Tem como principais afluentes o Rio Ferro pela sua margem esquerda.

## Ponte da Aliança

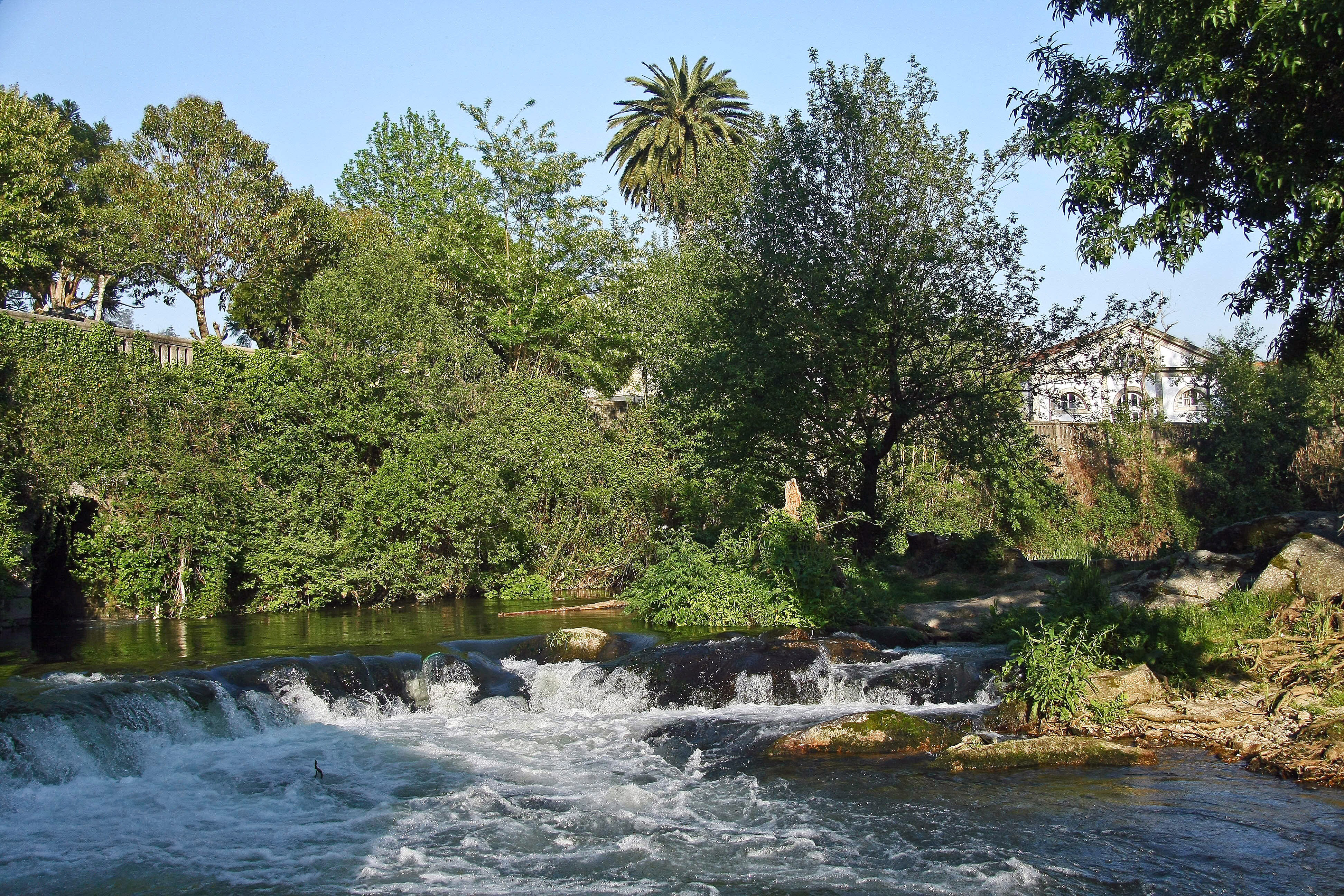
O rio Vizela

Em 6 de novembro de 2021, foi inaugurada a Ponte da Aliança, ligando as freguesias de Santo Adrião e Tagilde, em Vizela que pôs põe fim a um velho problema de ligação entre o leste e o oeste do município, separados pelo rio Vizela.
A Ponte da Aliança vem substituir a Ponte Nova – nome da antiga ligação entre as duas margens do Vizela, cuja referência mais antiga recua a 1735  –, onde não se podiam cruzar dois carros ligeiros e por onde o trânsito de veículos pesados era impossível.
A p tem 60 metros de extensão, num único arco, o tabuleiro tem 10 metros de largura e passeios para peões de 1,5 metros de ambos os lados. Além da Ponte, foi feita uma intervenção nas vias de acesso, com alargamento das vias, repavimentação e colocação de passeios, construção de muros, intervenção na iluminação pública em ambas as margens. 
O valor global do obra ultrapassou os dois milhões de euros.
Depois do políticos cortarem a fita e descerrarem a placa, ao início da tarde, o povo tomou conta da festa. Em cima do tabuleiro da Ponte foi servida uma feijoada para 500 pessoas.
1. ↑  «500 a comer feijoada em cima da nova ponte que une Vizela»